# アブラハムの子
アブラハムの子（アブラハムのこ）とは、日本で普及した童謡。アメリカ合衆国の童謡（「Father Abraham」（作詞・作曲：不明）が原曲と考えられる）が元になり、日本語の歌詞を付けられることによって流行した。曲名を「アブラハムの七人の子」とする文献も存在する。
曲は外国曲といわれるが由来は不明、日本語歌詞の作詞者は名古屋YMCAのリクリエーション・リーダーであった加藤孝広とされているが、「訳詞」とする文献も存在する。子門真人が歌った音源（オリジナルはEP盤 CBSソニー 05SH-539、1979年6月21日発売）が存在するが、それ以外の音源も存在する。
子門真人版レコードのジャケットには、1970年代に外国曲として日本に伝わったものに加藤孝広が訳詞をつけ日本YMCAを中心に全国に広まった旨、CBSソニーがレコード化にあたり原作詞者・作曲者を数ヶ月にわたり探したが判明せず、原作家不明のままレコード販売に踏み切った旨が記されている。

## 概要
日本語の歌詞については、
- アブラハムが登場するが、それは、ユダヤ教、キリスト教、イスラム教のいずれか、またはすべてに関係するのか否か？
- 「7人の子」とあるが、この数「7」にはどのような意味があるのか？
- 7人のうち、1人はのっぽで、残りの6人はちびと歌われるが、これにどのような意味があるのか？

などの疑問が呈されており、謎の多い歌詞となっている。
また、この歌は、幼稚園・保育園などでお遊戯によく使われることでも有名である。しかし、この歌（お遊戯・踊り）が、いつ頃、どの地域から広まっていったのかについては、近年でも十分に解明されてはいない。

## 解釈
一般的には、ユダヤ人とアラブ人の伝説上の父祖であるアブラハムと、その息子達のことだと考えられている。
「Father Abraham」（父祖アブラハム）という原題もそれを示している。
アブラハムには、側室ハガルとの間に長男イシュマエル、正妻サラとの間に次男イサク、がいた。
しかし、アブラハムは、サラの勧めにより、イシュマエルとハガルを荒野に追放する。
また、アブラハムは、サラが亡くなった後で、後妻ケトラを迎え、ケトラとの間に、ジムラン、ヨクシャン、メダン、ミディアン、イシュバク、シュアハ、の6人の息子をもうけている。
よって、アブラハムの子は全員で8人であるが、イシュマエルを除けば7人であり、そして、イサクと弟達の年齢は離れているので、1人（イサク）はのっぽで後はちびとなる。
ただし、アブラハムは、後にケトラによる6人の息子も追放している。

## この曲を録音した歌手
- 子門真人
- さとまさのり、コロムビアゆりかご会（コロムビアから発売）
- 水木一郎、コロムビアゆりかご会（コロムビアから発売）
- 金城綾乃（『キロロあやののあそびうた』収録。ビクター音楽産業から発売）
- 速水けんたろう（「けんたろうとミクのワイワイキッズ」『けんたろうお兄さんのあそびうた』、マキシシングル『朝ゴハンパン・ロックンロール』などに収録(ポニーキャニオン）。（『みんなでたのしむ こどものうたベスト100』などに収録（日本クラウン）。
- 羽生未来（英語版。Mr.abraham で歌唱。）メモリアルアルバム『Fun day!』や、『ミクのワイワイダンス！ベスト』に収録（発売はポニーキャニオン）。ビデオ版では、速水けんたろうも一緒に歌唱した（ビデオのインデックスには『with けんたろう』と表記されている）。